# Смолина, Зоя Павловна
Зоя Павловна Смолина (род. 24 апреля 1938, д. Желдыбино, Киржачский район, Владимирская область, РСФСР, СССР) — советский партийный и российский общественный деятель в Иваново и Ивановской области Российской Федерации. Народный депутат СССР.

## Биография
Родилась 24 апреля 1938 года в семье потомственных крестьян, в деревне Желдыбино Киржачского района Владимирской области. Девичья фамилия Короткова.
Окончила Данутинскую семилетнюю школу, Орехово-Зуевский текстильный техникум, Ивановский текстильный институт им. М. В. Фрунзе.
С 1961 по 1991 год — на комсомольской и партийной работе:
- первый секретарь Ленинского РК ВЛКСМ (1961—1962);
- второй секретарь Ивановского ОК ВЛКСМ 1962—1964);
- инструктор отдела организационно-партийной работы Ивановского ОК КПСС (1964—1965);
- заместитель секретаря и секретарь парткома Ивановского камвольного комбината (1965—1974);
- секретарь Ивановского сельского РК КПСС (1974—1975);
- первый секретарь Октябрьского РК КПСС города Иванова (1975—1985);
- зав. отделом пропаганды и агитации Ивановского ОК КПСС, секретарь ОК КПСС (1985—1987);
- председатель комиссии партийного контроля при ОК КПСС, первый зам. председателя контрольной комиссии Ивановской областной организации КПСС (1987—1990).

В 1987 году окончила Академию общественных наук при ЦК КПСС (ныне РАНХиГС).
С 1984 по 1995 год — Председатель областного Совета Женщин. Была членом Комитета Советских Женщин, от которого в 1989 году была избрана Народным депутатом СССР. Работала в Комиссии Верховного Совета СССР по охране прав семьи, женщин и детей, которую возглавляла В. И. Матвиенко.
С 1995 года на общественной работе в Областном Совете ветеранов. С 2006 по 2014 год — Председатель Городского Совета ветеранов.
В настоящее время продолжает заниматься общественной работой, являясь членом городского Совета Ветеранов.
У Смолиной Зои Павловны есть сын и двое внуков.

## Награды и звания
Награждена орденом Трудового Красного Знамени, двумя орденами «Знак Почёта».
В 2013 году удостоена звания «Почётный Гражданин города Иваново».